# Partecipanti al Giro del Lussemburgo 2024
Elenco dei partecipanti al Giro del Lussemburgo 2024.
Il Giro del Veneto 2024 è stato la ottantasettesima edizione della corsa. Alla competizione presero parte 18 squadre: 10 con licenza UCI World Tour 2024, 8 UCI ProTeam e 1 selezione nazionale.
Partenza con 114 ciclisti accreditati.

## Corridori per squadra
Nota: R ritirato, NP non partito, FT fuori tempo, SQ squalificato
| UAE Team Emirates               | UAE Team Emirates               | UAE Team Emirates               | Alpecin-Deceuninck     | Alpecin-Deceuninck     | Alpecin-Deceuninck     | Bahrain Victorious     | Bahrain Victorious     | Bahrain Victorious     |
| ------------------------------- | ------------------------------- | ------------------------------- | ---------------------- | ---------------------- | ---------------------- | ---------------------- | ---------------------- | ---------------------- |
| N°                              | Ciclista                        | Clas.                           | N°                     | Ciclista               | Clas.                  | N°                     | Ciclista               | Clas.                  |
| 1                               | Marc Hirschi                    | 6°                              | 11                     | Mathieu van der Poel   | 2°                     | 21                     | Antonio Tiberi         | 1°                     |
| 2                               | Ivo Oliveira                    | 81°                             | 12                     | Silvan Dillier         | 78°                    | 22                     | Robert Stannard        | 64°                    |
| 3                               | Juan Ayuso                      | 5°                              | 13                     | Jimmy Janssens         | NP 1ª                  | 23                     | Damiano Caruso         | 32°                    |
| 4                               | Finn Fisher-Black               | 29°                             | 14                     | Søren Kragh Andersen   | NP 1ª                  | 24                     | Vlad van Mechelen      | 85°                    |
| 5                               | Felix Großschartner             | 37°                             | 15                     | Jente Michels          | 55°                    | 25                     | Łukasz Wiśniowski      | 86°                    |
| 6                               | Nils Politt                     | 68°                             | 16                     | Emiel Verstrynge       | R 1ª                   | 26                     | Fred Wright            | 38°                    |
|                                 |                                 |                                 |                        |                        |                        |                        |                        |                        |
| Decathlon AG2R La Mondiale Team | Decathlon AG2R La Mondiale Team | Decathlon AG2R La Mondiale Team | EF Education-EasyPost  | EF Education-EasyPost  | EF Education-EasyPost  | Groupama-FDJ           | Groupama-FDJ           | Groupama-FDJ           |
| N°                              | Ciclista                        | Clas.                           | N°                     | Ciclista               | Clas.                  | N°                     | Ciclista               | Clas.                  |
| 31                              | Oscar Chamberlain               | 82°                             | 41                     | Rui Costa              | 42°                    | 51                     | Kevin Geniets          | 39°                    |
| 32                              | Jaakko Hänninen                 | 52°                             | 42                     | Esteban Chaves         | 28°                    | 52                     | Laurence Pithie        | 76°                    |
| 33                              | Jordan Labrosse                 | NP 3ª                           | 43                     | Archie Ryan            | 30°                    | 53                     | David Gaudu            | 3°                     |
| 34                              | Nicolas Prodhomme               | 14°                             | 44                     | Jack Rootkin-Gray      | 87°                    | 54                     | Valentin Madouas       | 24°                    |
| 35                              | Bastien Tronchon                | 36°                             | 45                     | Jonas Rutsch           | 48°                    | 55                     | Rudy Molard            | 34°                    |
| 36                              | Andrea Vendrame                 | 43°                             | 46                     | Harry Sweeny           | 7°                     | 56                     | Brieuc Rolland         | R 5ª                   |
|                                 |                                 |                                 |                        |                        |                        |                        |                        |                        |
| Lidl-Trek                       | Lidl-Trek                       | Lidl-Trek                       | Movistar Team          | Movistar Team          | Movistar Team          | Soudal Quick-Step      | Soudal Quick-Step      | Soudal Quick-Step      |
| N°                              | Ciclista                        | Clas.                           | N°                     | Ciclista               | Clas.                  | N°                     | Ciclista               | Clas.                  |
| 61                              | Alex Kirsch                     | 56°                             | 71                     | Lorenzo Milesi         | 65°                    | 81                     | Gianni Moscon          | 83°                    |
| 62                              | Julien Bernard                  | R 5ª                            | 72                     | Ruben Guerreiro        | R 2ª                   | 82                     | Mauri Vansevenant      | 4°                     |
| 63                              | Amanuel Gebreigzabhier          | 62°                             | 73                     | Jon Barrenetxea        | 17°                    | 83                     | Louis Vervaeke         | 67°                    |
| 64                              | Mads Pedersen                   | 60°                             | 74                     | Will Barta             | 20°                    | 84                     | Fausto Masnada         | 53°                    |
| 65                              | Mattias Skjelmose               | R 2ª                            | 75                     | Davide Formolo         | SQ 3ª                  | 85                     | Pepijn Reinderink      | 41°                    |
| 66                              | Quinn Simmons                   | 13°                             | 76                     | Pelayo Sánchez         | 15°                    | 86                     | Martin Svrček          | R 1ª                   |
|                                 |                                 |                                 |                        |                        |                        |                        |                        |                        |
| Team Visma-Lease a Bike         | Team Visma-Lease a Bike         | Team Visma-Lease a Bike         | Lotto Dstny            | Lotto Dstny            | Lotto Dstny            | Q36.5 Pro Cycling Team | Q36.5 Pro Cycling Team | Q36.5 Pro Cycling Team |
| N°                              | Ciclista                        | Clas.                           | N°                     | Ciclista               | Clas.                  | N°                     | Ciclista               | Clas.                  |
| 91                              | Tosh Van Der Sande              | 69°                             | 101                    | Logan Currie           | R 5ª                   | 111                    | Xabier Azparren        | 72°                    |
| 92                              | Christophe Laporte              | R 5ª                            | 102                    | Harm Vanhoucke         | 47°                    | 112                    | Mark Donovan           | 50°                    |
| 93                              | Wilco Kelderman                 | 11°                             | 103                    | Andreas Kron           | R 5ª                   | 113                    | Carl Fredrik Hagen     | 26°                    |
| 94                              | Bart Lemmen                     | NP 5ª                           | 104                    | Mathijs Paasschens     | 63°                    | 114                    | Damien Howson          | 49°                    |
| 95                              | Johannes Staune-Mittet          | 22°                             | 105                    | Johannes Adamietz      | 59°                    | 115                    | Tobias Ludvigsson      | 73°                    |
| 96                              | Tijmen Graat                    | 23°                             | 106                    | Jonas Gregaard         | 45°                    | 116                    | Szymon Sajnok          | 88°                    |
|                                 |                                 |                                 |                        |                        |                        |                        |                        |                        |
| TDT-Unibet                      | TDT-Unibet                      | TDT-Unibet                      | Team Flanders-Baloise  | Team Flanders-Baloise  | Team Flanders-Baloise  | Team Polti Kometa      | Team Polti Kometa      | Team Polti Kometa      |
| N°                              | Ciclista                        | Clas.                           | N°                     | Ciclista               | Clas.                  | N°                     | Ciclista               | Clas.                  |
| 121                             | Jordy Bouts                     | 27°                             | 131                    | Kamiel Bonneu          | 70°                    | 141                    | Davide Bais            | 54°                    |
| 122                             | Cedrik Bakke Christophersen     | NP 2ª                           | 132                    | Toon Clynhens          | 51°                    | 142                    | Mattia Bais            | 31°                    |
| 123                             | Hartthijs de Vries              | 25°                             | 133                    | Aaron Van Poucke       | R 2ª                   | 143                    | Giovanni Lonardi       | R 5ª                   |
| 124                             | Adrien Maire                    | R 5ª                            | 134                    | Victor Vercouillie     | 80°                    | 144                    | Mirco Maestri          | 16°                    |
| 125                             | Andreas Stokbro                 | 57°                             | 135                    | Elias Maris            | 33°                    | 145                    | Davide Piganzoli       | 9°                     |
| 126                             | Adam Ťoupalík                   | NP 3ª                           | 136                    | Vincent Van Hemelen    | 66°                    | 146                    | Javier Serrano         | 46°                    |
|                                 |                                 |                                 |                        |                        |                        |                        |                        |                        |
| TotalEnergies                   | TotalEnergies                   | TotalEnergies                   | Tudor Pro Cycling Team | Tudor Pro Cycling Team | Tudor Pro Cycling Team | Uno-X Mobility         | Uno-X Mobility         | Uno-X Mobility         |
| N°                              | Ciclista                        | Clas.                           | N°                     | Ciclista               | Clas.                  | N°                     | Ciclista               | Clas.                  |
| 151                             | Alan Jousseaume                 | 40°                             | 161                    | Arthur Kluckers        | R 3ª                   | 171                    | Idar Andersen          | 21°                    |
| 152                             | Jordan Jegat                    | 8°                              | 162                    | Marco Brenner          | NP 2ª                  | 172                    | Odd Christian Eiking   | 18°                    |
| 153                             | Pierre Latour                   | R 2ª                            | 163                    | Alexander Kamp         | R 3ª                   | 173                    | Johannes Kulset        | 61°                    |
| 154                             | Paul Ourselin                   | FT 1ª                           | 164                    | Robin Froidevaux       | 77°                    | 174                    | Magnus Kulset          | R 2ª                   |
| 155                             | Anthony Turgis                  | R 5ª                            | 165                    | Michael Storer         | 12°                    | 175                    | Henrik Pedersen        | 74°                    |
| 156                             | Alexis Vuillermoz               | 19°                             | 166                    | Roman Holzer           | 75°                    | 176                    | Magnus Cort Nielsen    | 58°                    |
|                                 |                                 |                                 |                        |                        |                        |                        |                        |                        |
| Selezione lussemburghese        |                                 |                                 |                        |                        |                        |                        |                        |                        |
| N°                              | Ciclista                        | Clas.                           |                        |                        |                        |                        |                        |                        |
| 181                             | Bob Jungels                     | 35°                             |                        |                        |                        |                        |                        |                        |
| 182                             | Alexandre Kess                  | 79°                             |                        |                        |                        |                        |                        |                        |
| 183                             | Mathieu Kockelmann              | 84°                             |                        |                        |                        |                        |                        |                        |
| 184                             | Noé Ury                         | 71°                             |                        |                        |                        |                        |                        |                        |
| 185                             | Arno Wallenborn                 | 44°                             |                        |                        |                        |                        |                        |                        |
| 186                             | Mats Wenzel                     | 10°                             |                        |                        |                        |                        |                        |                        |
|                                 |                                 |                                 |                        |                        |                        |                        |                        |                        |